# Тупикин, Владлен Александрович
Владле́н Алекса́ндрович Тупи́кин (Влад Тупикин; род. 20 сентября 1965, Москва) — российский политический активист, журналист, деятель контркультуры и самиздата. Один из видных представителей анархистского движения времён Перестройки, редактор анархической газеты «Воля».

## Биография и политическая деятельность
Родился 20 сентября 1965 года. В 1982 году поступил на исторический факультет МГПУ им. В. И. Ленина и через два месяца вместе с сокурсником А. Исаевым принял участие в подпольном марксистском кружке, основанном Н. Кузнецовым и А. Василивецким в 1979—1980 годах. Позже примыкнул к образованному на базе кружка подпольному Оргкомитету Всесоюзной революционной марксистской партии (ОК ВРМП), а затем к 1986 году разочаровался в марксизме, увлёкшись анархическими идеями М. А. Бакунина. В 1987 году принял участие в создании анархического клуба «Община». Закончил учёбу в МГПИ в 1987 году.
В мае 1989 года основе «Общины» и ряда других региональных групп анархистов образуется Конфедерации анархо-синдикалистов (КАС). Наряду с А. Исаевым, А. Шубиным и И. Подшиваловым Тупикин становится её неформальным лидером. В 1989—1990 годах КАС испытывает быстрый рост, до марта 1990 г. в КАС входили практически все анархистские группы России. Однако, уже к осени 1990 года анархическое движение сталкивается с кризисом: несмотря на усилия Тупикина, прекращается регулярное издание журнала КАС «Община», численность организации падает. К причинам кризиса А. Тарасов относит стремление анархистов тех лет к стихийности и самоорганизации, их недоверие к бюрократизму и вождизму, а также взаимную личную неприязнь, что, по мнению автора, привело к появлению неспособной противостоять распаду аморфной конфедеративной структуре организации. На фоне кризиса по инициативе И. Подшивалова в мае 1991 года создан руководящий орган КАС — Федеральный совет, и учреждена должность его ответственного секретаря, на которую избран Тупикин. Тем не менее, после августа 1991 г. численность КАС в европейской части России заметно сократилась, и в мае 1992 года её центр был перенесён в Томск, а Федеральный совет упразднён. Оценивая неудачи анархического движения сам Тупикин относит к их причинам оторванность от западного и мирового опыта, а также ставку на контркультуру, создать которую, однако, не удалось: «Контркультура — это опрокидывающее привычную культурную и политическую реальность явление и движение. А субкультура — это розовые волосы у одних, зеленые волосы и черные ботинки у других».
После 1994 года Тупикин сосредоточился на работе в экологическом движении «Хранители радуги». В 1998 году поддерживал Социально-экологический союз. С 2002 года предпринимал усилия по созданию в России антиглобалистского движения. Совместно с У. Вайнманн входил в российскую редакцию анархо-антиглобалистского сайта Indymedia, участвовал в социальных форумах.
По взглядам — анархист, сторонник идей М. А. Бакунина. Критикует как капиталистическое общество, так и традиционные левые и коммунистические организации за национализм, «имперскость» и ксенофобию, резкий критик Э. Лимонова и НБП. Антифашист. Агностик, критикует РПЦ за её близость к власти, сторонник отделения церкви от государства.

## Журналистика, издательство и публицистика
Работал бетонщиком и фоторепортёром, а затем — журналистом и редактором в газетах «Собеседник», «Солидарность» (1991—1992; редактор, зам. главного редактора), «Новая газета», «Неделя» (выпускающий редактор), «Ре:акция», музыкальном журнале «Rockmusic.Ru» и др. После 2008 года, по собственным словам, практически перестал заниматься журналистикой, продолжив публиковаться в самиздате и интернете.
C 1987 участвует в самиздате и выпуске зинов. С 1989 года выпускает в самиздате анархистскую газету «Воля», ориентированную на анархистов и неформальные молодёжные движения. Газета посвящена контркультуре и освещению акций протеста, печатает переводы; выходит нерегулярно и распространяется преимущественно по неформальным каналам. Помимо «Воли» редактировал и выпускал анархистские, панк- и контркультурные издания: вестник КАС «Община» (1987—1993; совместно с В. В. Губаревым, А. Исаевым и др.), «Вуглускр» (1993—1994), информационный бюллетень «КАС-экспресс» (1994), издание московских анархистов «Орган» (1995—1998), газету анархо-экологического движения «Хранители Радуги» (1997), мосревконтркультуржурнал «Утопия» (1997—1999), «Асфальт» (2001), альтерглобалистский анархожурнал «Мегафон» (2002). Участвовал в издании зина «Евробутылка» и др.
Автор публицистических сборников «Радио „Анархия“» (2004), «Зачем борьба» (2007), «[Сыр] 0,25. Полезное и бесполезное рядом» и сборника стихов «Переошмышление». Рецензент «Пушкина» А. Бикбов отмечает предельно личный характер публицистики Тупикина: «Стиль его статей — по преимуществу „жизненные истории“, порой смешные, чаще пронзительные, действие которых разворачивается на улице, в поездке, в квартире или в сквоте. В их основе — этика повседневности и истины личного опыта». Тематика этих личных и вместе с тем политических историй: борьба, свобода, бунт, воображение, солидарность и сопротивление государству.

## Публикации

### Книги
- Тупикин В. Радио «Анархия». — М. : Беспокойство, 2004. — 32 с.
- Тупикин В. Зачем борьба. — Воронеж : Издательство профсоюза литераторов, 2007. — 80 с.
- Тупикин В. [Сыр] 0,25. Полезное и бесполезное рядом. — Минск : Самиздат, 2008. — 23 с.
- Тупикин В. Переошмышление : сб. стихов. — М. : Беспокойство, Сектор магаза, 2016.

### Статьи
- Тупикин В. Самиздат после перестройки // Индекс/Досье на цензуру. — 2001. — № 13.
- Вайнманн У., Тупикин В. Левые и национализм в России // Неприкосновенный запас. — 2005. — № 1(39).
- Тупикин В. Записка о русскоязычном самиздате // Неприкосновенный запас. — 2009. — № 5(67).
- Тупикин, В. А. Путь «Общины». Одна небольшая политическая группа и один самиздатский журнал как строители большой политической сети в последние годы СССР // Acta samizdatica / Записки о самиздате : альманах / сост.: Б. И. Беленкин, Е. Н. Струкова, Г. Г. Суперфин.. — М. : ГПИБ России, 2013. — Вып. 1 (2). — С. 85—102.

### Интервью
- Какой вы видите русскую церковь в XXI веке? // Медведь. — 2012. — 20 августа.
- Сочнев А. Анархистов растворила сама жизнь // Русская планета. — 2014. — 18 ноября.
- Каныгин П. Современный анархизм: история ошибок и проб // Русский Мир. — 2017. — 8 декабря.